# Gmina Geneseo (hrabstwo Cerro Gordo)

Położenie Gminy Geneseo w hrabstwie Cerro Gordo

Gmina Geneseo (ang. Geneseo Township) – gmina w USA, w stanie Iowa, w hrabstwie Cerro Gordo. Według danych z 2000 roku gmina miała 1206 mieszkańców, a jej powierzchnia wynosi 93,28 km².